# New England Sports Network
New England Sports Network (NESN) est une chaîne de télévision sportive régionale américaine qui diffuse des événements sportifs dans les États de la Nouvelle-Angleterre (Connecticut, Maine, Massachusetts, New Hampshire, Rhode Island, Vermont).
La chaîne appartient à Fenway Sports Group (propriétaires du Liverpool Football Club et des Red Sox de Boston) (80 %) et à Delaware North (propriétaires des Bruins de Boston) (20 %).

## Programmation
La chaîne diffuse les matchs des équipes professionnelles suivantes :
- Red Sox de Boston (MLB)
- Bruins de Boston (NHL)
- Liverpool Football Club

ainsi que la couverture des sports collégiaux suivants :
- Atlantic Coast Conference
- Hockey East